# فرد هانسن
فرد هانسن (بالإنجليزية: Fred Hansen)‏ هو منافس ألعاب قوى أمريكي، ولد في 29 ديسمبر 1940 في كورو في الولايات المتحدة.

## وصلات خارجية
- فرد هانسن على موقع اللجنة الأولمبية الدولية (الإنجليزية)
- فرد هانسن على موقع أوليمبيديا (الإنجليزية)